# كوهنجان (أرسنجان)
كوهنجان (بالفارسية: کوهنجان) هي قرية تقع في إيران في قسم شورآب الريفي. يقدر عدد سكانها بـ 824 نسمة بحسب إحصاء 2016.